# يوفنتوس موسم 2003–04
كان موسم 2003–04 هو الموسم الـ106 لنادي يوفنتوس لكرة القدم في الوجود والموسم الـ102 على التوالي في الدوري الإيطالي.